# Manohari
Manohari è un brano musicale del film di Tollywood Baahubali: The Beginning, cantato da Mohana Bhogaraju e LV Revanth, con musiche di M.M. Keeravani e testi di Chaitanya Prasad, pubblicato il 13 giugno 2015.